# Celastrina bothrioides
Celastrina bothrioides är en fjärilsart som beskrevs av Chapman. Celastrina bothrioides ingår i släktet Celastrina och familjen juvelvingar. Inga underarter finns listade i Catalogue of Life.